# Норман Тагард
Норман Ърл Тагард (на английски: Norman Earl Thagard) е американски учен и бивш астронавт на НАСА. Първият гражданин на САЩ, извършил полет в космоса с космически кораб „Союз“; това става на 14 март 1995 г. по време на полета на кораба „Союз ТМ-21“ към орбиталната станция „Мир“

## Биография
Роден е на 3 юли 1943 г. в гр. Мариана, щат Флорида, но за роден град се счита Джаксънвил.
След завършване на начално и средно образование, през 1966 г. завършва Университета в щата Флорида (Florida State University). След това той постъпва в армията като пилот във военноморските сили. През 1977 г. получава докторска степен по медицина от Югозападния медицински институт на Университета в Тексас. В отряда на астронавтите на НАСА е от 1978 г., когато е избран за астронавт – специалист по полетите. По това време той вече е женен и има две деца.

## Космически полети
Първия си космически полет осъществява на борда на совалката „Чалънджър“ (мисия STS-7). Командир е Робърт Крипън, Фредерик Хоук, Джон Фейбиън, доктор Taгaрд и една жена - Сали Райд. Стартира от космодрума на Кейп Канаверъл. По време на полета, извеждат два спътника в орбита, приземява се в базата „Едуардс“.
Две години по-късно, отново лети на совалката „Чалънджър“, мисия STS-51B. Основната задача на тази мисия е активирането на Европейската лаборатория Spacelab. Екипажът на совалката се състои от командира полковник Робърт Овърмайер, тогава полковник Фредерик Грегори, д-р Уилям Торнтън, д-р Норман Тагард, д-р Дон Линд, д-р Лудвиг Ван ден Берг и д-р Тейлър Уонг. На борда има и няколко животни.
След четири години лети със совалката „Атлантис“, мисия STS-30. В екипажа са Дейвид Уокър, Роналд Грейб, Марк Ли, Норман Тагард и Мери Клийв. Основната задача е извеждането на сондата Magellan, проектирана за радарно картографиране на повърхността на Венера. Совалката се приземява в базата „Едуардс“.
През 1992 г. лети на борда на Дискавъри за четвърти път в осемдневната мисия STS-42. В екипажа са Роналд Грейб, Стивън Осуалд , Норман Тагард, Уилям Реди, Дейвид Хилмърс, Канада д-р Роберта Бондар (Канада) и д-р Улф Мерболд (Германия). По време на полета работи в Европейската лаборатория Spacelab.
На 51 години, лети за пети път в космоса, този път на борда на руски космически кораб „Союз ТМ-21“. На борда е заедно с командира Владимир Дежуров, Генадий Стрекалов (и двамата членове на 18-а основна експедиция на орбиталната станция „Мир“) и д-р Taгaрд. Стартират от космодрума Байконур и Taгaрд е първият американец, който стартира от там. На борда на станцията „Мир“ подобрява още един рекорд - американския рекорд по продължителност на полета от 1974 г. Приземява се със совалката „Атлантис“ (мисия STS-71) в базата „Едуардс“ след 115-дневен полет в космоса.
| Космически полети на Джeймс Адамсън                                 | Космически полети на Джeймс Адамсън | Космически полети на Джeймс Адамсън | Космически полети на Джeймс Адамсън | Космически полети на Джeймс Адамсън     |
| №                                                                   | Дата                                | КК                                  | Функции                             | Продължителност                         |
| ------------------------------------------------------------------- | ----------------------------------- | ----------------------------------- | ----------------------------------- | --------------------------------------- |
| 1                                                                   | 18 юни 1983                         | „Чалънджър“ STS-7                   | Специалист на полета                | 6 денонощия 2 часа 25 мин и 14 сек.     |
| 2                                                                   | 29 април 1985                       | „Чалънджър“ STS-51B                 | Специалист по мисията               | 7 денонощия 0 часа 9 мин 45 секунди.    |
| 3                                                                   | 4 май 1989                          | „Атлантис“ STS-30                   | Специалист по мисията               | 4 денонощия 0 часа 57 мин 31 секунди.   |
| 4                                                                   | 22 януари 1992                      | „Дискавъри“ STS-42                  | Специалист по мисията               | 8 денонощия 1 час 15 мин 43 секунди.    |
| 5                                                                   | 14 март 1995                        | „Союз ТМ-21“                        | Космонавт-изследовател              | 115 денонощия 8 часа 43 мин 54 секунди. |
| Сумарно време в космоса – 140 денонощия 13 часа 32 мин и 7 секунди. |                                     |                                     |                                     |                                         |